# 에르빈 쾨니히

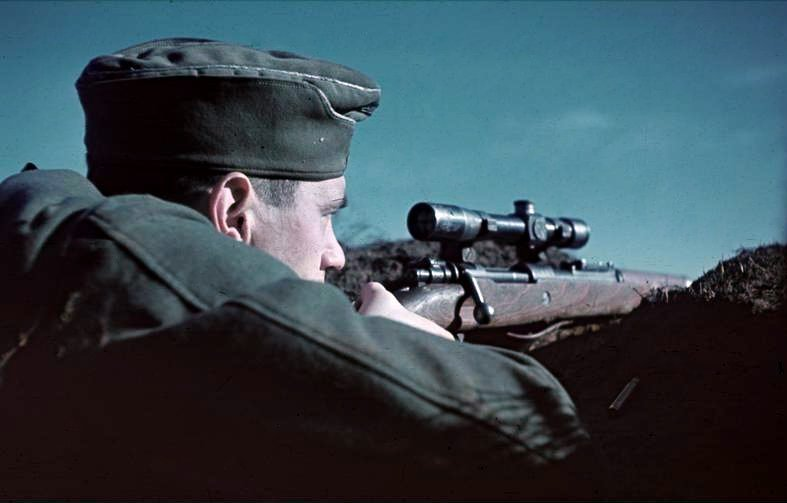

에르빈 쾨니히(독일어: Erwin König)는 스탈린그라드 전투 때 소련군 저격수 바실리 자이체프에게 사살되었다는 독일 국방군 저격수다.
자이체프의 회고록에 따르면 쑥대밭이 된 스탈린그라드의 폐허에서 3일 밤낮동안 자이체프와 쾨니히가 저격대결을 한 끝에 간신히 쾨니히를 사살했다고 한다. 하지만 자이체프의 회고록을 제외하면 이런 사람이 존재했다는 증거는 없다.